# Creu de terme (Castellterçol)
Creu de terme és una creu de terme de Castellterçol (Moianès) inclosa a l'Inventari del Patrimoni Arquitectònic de Catalunya.

## Descripció
Sobre una base de planta quadrada de tres cossos en ordre decreixent, s'alça una columna amb capitell llis, també quadrangulars. A sobre hi ha una creu de ferro sense decoració.

## Història
El terme de Castellterçol tenia diferents creus de terme repartides pel territori però totes elles van ser destruïdes durant la guerra civil. Després de la guerra, en el Collet de Sant Fruitós es va col·locar una creu de pedra, de la qual només es conserva el pedestal, i als anys 70 del segle XX es va col·lar aquesta creu en el lloc de l'anterior.